# 北澤八幡神社
北澤八幡神社（きたざわはちまんじんじゃ）は、東京都世田谷区代沢にある神社（八幡宮）である。通称は北澤八幡宮（きたざわはちまんぐう）。北沢八幡など、新字体の北沢で表記されることも多い。世田谷区北辺の守護神。

## 概要
起源については、必ずしも明確ではないが、15世紀後半頃、当時、世田谷城主であった吉良家（吉良頼康　きらよしやす）が勧請したと伝えられ、直後に、家臣が荏原郡下北沢村（現：北沢）に土着して同村を開墾し始めたと言われる。同村の中心的存在で、開墾－宅地化を含め、北沢地区の歴史とともに歩んだ、と言え、「世田谷七沢（しちざわ）八八幡（はちはちまん）随一」とも言われた立派さを現在に伝える。境内には、本殿の他に、神楽殿、高良玉垂社、円海稲荷社、産土社、弁天社、野屋敷稲荷社、愛宕稲荷社がある。現在の社殿は嘉永5年（1852年）に再建されたと言われる。
台地の縁にあたる斜面に立地して幾つかの段差があり、現在も樹齢を重ねた樹木が比較的残り、閑静な住宅地に接している。境内付近は、地域の子供の遊び場、散歩道ともなっている。

### 例大祭
基本的に9月の第1土曜日に宵宮祭、日曜日が本祭とされている。
現在も下北沢地区の最大級の年中行事と言え、地区内の商店街には八つの睦会の活動が見られる。神社境内に露店が並び、地区一円を神輿がねり歩く。このことは、各商店街のページなどでも窺うことができる。
1993年に暴力団系の出店排除を実施し（参考:北沢法人会平成18年度事業計画）、地区における暴力団排除の象徴的存在の一つとなっている。